# ولادیمیر کریوچکوف
ولادیمیر کریوچکوف (انگلیسی: Vladimir Kryuchkov؛ زادهٔ ۱۹۲۹ (۹۵–۹۶ سال)) دوچرخه‌سوار اهل اتحاد جماهیر شوروی سوسیالیستی است.